# Шереметева, Екатерина Игнатьевна
Екатери́на Игна́тьевна Шереме́тева (1899, Чермышево, Козьмодемьянский уезд, Казанская губерния, Российская империя — июнь 1976, Москва, СССР) — марийский советский государственный, партийный и административный деятель. Председатель Йошкар-Олинского городского совета Марийской автономной области (1928—1929). Член РКП(б) с 1919 года, член Марийского областного исполкома (1929—1931). Участница Гражданской войны в России и Великой Отечественной войны.

## Биография
Родилась в 1899 году в д. Чермышево ныне Горномарийского района Марий Эл в семье плотника.
С 1914 года работала по найму.
В 1917 году окончила учительскую семинарию в Царевококшайске.
С 1919 года — в РККА, красноармеец летучего отряда. Помимо несения патрульной и караульной службы в летучем отряде, часто ездила в командировку в Царевококшайский уезд для выполнения разных заданий: помогала местным комбедам и Советам, проводила массово-разъяснительную и организаторскую работу по сбору среди населения тёплой одежды для фронта и др.
Активистка советской власти: в 1919 году вступила в РКП(б), в 1919—1920 годах — ответственный организатор Краснококшайского уездного комитета РКП(б) по работе среди женщин.
В 1921 году окончила краткосрочные курсы при Коммунистическом вузе в Москве, в 1926 году — Коммунистический вуз при Петроградском университете.
До 1926 года — преподаватель-лектор общественных дисциплин в Марийской областной советской партийной школе.
В 1928—1929 годах — председатель Йошкар-Олинского городского совета. В 1929—1931 годах — член Марийского областного исполкома.
С 1930 года — партийно-советский работник в Москве.
С 1942 года — участница Великой Отечественной войны.
Ушла из жизни в июне 1976 года в Москве.

## Награды
- Орден «Знак Почёта»[2]
- Медаль «За доблестный труд. В ознаменование 100-летия со дня рождения Владимира Ильича Ленина» (1970)[3]